# Rao Bika
Rao Bika Rathore (5 agosto 1438 – 17 giugno 1504) è stato maragià e fondatore del regno di Bikaner nell'attuale Rajasthan in India.
Era un rampollo del clan Rathore dei Rajput e un figlio di Rao Jodha, fondatore del regno di Marwar.

## Fondazione di Bikaner
Nel 1465 Rao Bika (uno dei figli di Rao Jodha e potenziale erede al trono di Marwar) nell'occasione in questione era arrivato in ritardo e si era seduto accanto a suo zio, Rawat Kandhal, con il quale aveva tenuto una conversazione sottovoce. Jodha osservò scherzosamente che stavano facendo un piano di conquista di un nuovo territorio, un'idea che gli veniva costantemente suggerita per provvedere alla sua numerosa famiglia. Rao Bika e Rawat Kandhal presero l'osservazione come una sfida e si impegnarono a conquistare nuove terre. La terra da conquistare suggerita da Rao Jodha era Jangladesh che era stata ampiamente indebolita dalla guerra come suggerito da un Napo, un Sankhala Rajput. Il 30 settembre 1465, il 27enne Rao Bika, insieme a Rawat Kandhal che aveva giurato di installare suo nipote proprio come aveva fatto Rao Jodha a Marwar, lasciò Jodhpur con un considerevole seguito di 100 cavalieri e 500 fanti insieme ai suoi zii Kandhal, Rupo, Mandan, Mandalo e Nathu e ai suoi fratelli Bida, Jogayat e altri.
Si recarono in un luogo noto come Deshnoke in cerca di benedizioni dalla saggia Karni Mata. Bika e Kandhal cercarono una guida, addestrarono i loro eserciti senza attirare l'attenzione per 3 anni a Chundasar e poi Rao Bika tornò da Karni Mata, che colpita dalla sua forza di volontà, lo guidò e lui la seguì. Ella gli diede le sue benedizioni profetizzandogli che avrebbe avuto successo. Incoraggiato dal suo sostegno, Bika approfittò delle rivalità interne dei clan Jat per ritagliarsi il proprio territorio nella regione "Jangladesh" del Rajasthan e nel 1485 costruì un piccolo forte chiamato Rati Ghati nel sito della città che oggi porta il suo nome. Nel 1488 iniziò la costruzione della città stessa. All'inizio i vicini capi Bhati erano sospettosi del nuovo potere in crescita nelle loro vicinanze. Karni Mata, che era diventata il kuldevi di Rao Bika, pose fine alla rivalità tra Rathor e Bhati ispirando Rao Shekha, il potente capo Bhati di Pugal, a far sposare sua figlia con Rao Bika.
Nello stesso 1488, Bikaner fu nominata e inaugurata da Karni Mata. Come descritto dal colonnello Powett, un ufficiale britannico, nel suo Gazetteer of the Bikaner state (1864): "A nord e a ovest governavano i Bhati, e a est, nord-est e sud-est c'erano gli insediamenti indipendenti dei Jat; al di là dell'Hanumangarh, intorno a Bhatner, c'erano Bhati, Chayal e Johyas, principalmente, se non interamente, islamici. Hisar fu occupata dal Subedar dell'imperatore. I Kaim Khani detenevano quello che oggi è Shekhawati. Il paese di Bidawat era nella posizione di Mohil Rajputs, e il tratto che si trova ad est dove si trova Reni era occupato da Chayal e Khinchi Rajputs. Fu grazie a Rawat Kandhal, insieme ai suoi nipoti Rao Bika e Rao Bida, che tutti i suddetti territori furono conquistati e incorporati nel Regno di Bikaner."

## Attacco a Mehrangarh e ai cimeli di famiglia
Rao Jodha sostenne Bika nei suoi sforzi in cambio della promessa che non avrebbe mai tentato di prendere il trono di Marwar. A Bika furono promessi alcuni preziosi cimeli di famiglia che avrebbero legittimato il suo diritto a fondare un regno. Ma alla morte di Rao Jodha, nel 1488, quando Rao Bika tentò di reclamare i cimeli promessigli, suo fratello, Rao Suja, rifiutò di dar seguito alla sua richiesta. Bika, con un esercito di circa 80.000 uomini, prese d'assalto il Forte Mehrangarh. Per 6 ore saccheggiò il forte ma lasciò i suoi fratelli illesi e partì con solo i cimeli promessi (tra cui un trono "Pugal" in legno di sandalo portato da Kannauj (ancora in mostra nel forte Junagarh a Bikaner), un ombrello reale, una spada e un cavallo di "origine divina").

## Eredità
Rao Bika aveva fondato un suo regno separato insieme ai suoi seguaci attraverso la conquista e morì nel 1504. I suoi discendenti governarono Bikaner fino all'indipendenza dell'India. Durante il periodo del raj britannico, Bikaner era diventato il sesto stato principesco più grande dell'India.